# Olga Alexandrovna Sadóvskaya
Olga Alexandrovna Sadóvskaya (Gorki, RSFSR, URSS, 25 de octubre de 1980) es una abogada rusa y defensora de derechos humanos. Es subdirectora y jefa del departamento de protección legal internacional de "Equipo contra la tortura", una organización rusa de derechos humanos que lleva a cabo investigaciones públicas sobre casos de tortura. Desde 2004, ha sido coautora de informes alternativos en el Comité contra la Tortura de la ONU. Desde 2018, es miembro de la Junta de la Organización Mundial Contra la Tortura. A partir de 2021, es miembro de la Junta de la Conferencia de ONG Internacionales del Consejo de Europa. Desde el año 2022, es miembro del Consejo de Defensores de Derechos Humanos de Rusia.

## Biografía
En 2003 se graduó en Derecho Internacional Público en la Universidad Estatal de Nizhny Novgorod (NNUG), que lleva el nombre de Lobachevsky, y defendió la primera disertación en Rusia sobre la prohibición de la tortura y la práctica del Tribunal Europeo de Derechos Humanos (TEDH). en este tema.
En 2004, completó sus estudios en la Universidad de Ámsterdam y obtuvo un LLM (Maestría en Derecho) en la especialidad “Protección Internacional de los Derechos Humanos”.

## Actividades de derechos humanos
En el año 2002, Olga Sadóvskaya se convirtió en voluntaria  del Comité contra la Tortura (ahora Equipo contra la Tortura). Desde el 2003, comenzó a trabajar en la organización, como abogada, realizando investigaciones analíticas sobre la tortura en Rusia, llevando casos ante el Tribunal Europeo de Derechos Humanos (TEDH) y capacitando en habilidades para la gestión de casos en organismos internacionales.
Desde 2004, Olga Sadóvskaya ha sido coautora de informes alternativos para el Comité contra la Tortura de las Naciones Unidas sobre el cumplimiento de la Convención contra la tortura y otros tratos o penas crueles, inhumanas o degradantes.
En 2009, impartió una conferencia sobre problemas de protección de los derechos humanos en la Universidad Estatal Lobachevsky de Nizhni Nóvgorod.
Ese mismo año, 2009, Olga Sadóvskaya participó en la conferencia internacional sobre derechos humanos del Centro de Documentación de Violaciones de Derechos Humanos (HURIDOCS) en Ginebra, presentando información sobre la situación de la prevención de la tortura en Rusia.
Entre los años 2016 y 2019, fue miembro de la Comisión de Derechos Humanos de la región de Nizhni Nóvgorod.
En 2017, participó en la conferencia internacional "Defending Dissent. Civil Society and Human Rights in the Global Crackdown" (Defendiendo la disidencia. Sociedad civil y derechos humanos en la represión global), organizada por el Instituto de Derechos Humanos Robert L. Bernstein de la Escuela de Derecho de la Universidad de Nueva York.
El 28 de marzo de 2019, participó en la conferencia internacional "Crímenes contra la dignidad humana: interacción entre los medios internacionales y nacionales de protección", organizada en Moscú por el Consejo de Europa, la Cámara Federal de Abogados de la Federación de Rusia y la Comisión Internacional de Juristas. En esta conferencia, Olga Sadóvskaya habló sobre la necesidad de prohibir la tortura en la legislación nacional.
Desde 2021 hasta 2022, como parte del programa Oak Human Rights Fellowship, dio clases en Colby College en Waterville, Estados Unidos. Impartió dos cursos: "Privación de libertad y derechos humanos" (Incarceration and Human Rights) y "El Tribunal Europeo como creador de tendencias en estándares globales de derechos humanos" (European Court as a Trendsetter for Global Human Rights Standards).
En 2023, Olga Sadóvskaya se convirtió en la única coautora del Segundo Protocolo de Estambul de la Federación Rusa.
En octubre del 2023, Olga Sadóvskaya ocupaba el cargo de entrenadora en el Sistema de Información y Documentación de Derechos Humanos HURIDOCS, siendo autora de seminarios de capacitación sobre los estándares del Tribunal Europeo de Derechos Humanos destinados a abogados, empleados de fuerzas del orden y la fiscalía.

## Casos emblemáticos en el Tribunal Europeo de Derechos Humanos (TEDH)
Desde 2002 hasta 2015, Olga y sus colegas de la ONG "Equipo contra la Tortura” presentaron 84 quejas ante el Tribunal Europeo de Derechos Humanos, logrando obtener fallos condenatorios por torturas contra más de cien agentes de policía y compensaciones para las víctimas por casi 46 millones de rublos (700,000 dólares estadounidenses). Además, la organización se dedicó a la evacuación de víctimas de torturas de Chechenia.
En 2018, dos de los casos llevados por los abogados de “Equipo contra la Tortura” fueron incluidos en la recopilación "Precedentes del Tribunal Europeo de Derechos Humanos: 20 casos más importantes que cambiaron el sistema legal ruso", el caso de Mijeev y el caso de Lyapin.
Olga Sadóvskaya personalmente representó los intereses de más de 300 víctimas de torturas ante el Tribunal Europeo.

#### Lapunov contra Rusia
El 15 de marzo de 2017, Maksim Lapunov fue detenido por la policía en Grozny y llevado a una comisaría, donde fue sometido a torturas. En mayo de 2019, Lapunov presentó una queja ante el Tribunal Europeo de Derechos Humanos (TEDH), alegando que su caso fue investigado de manera incorrecta por las autoridades rusas. Olga Sadóvskaya lo representó en el TEDH. El 12 de septiembre de 2023, el TEDH reconoció que el solicitante fue "detenido y sometido a un trato indebido por agentes estatales", que alcanzó el nivel de tortura y fue perpetrado "exclusivamente por motivos de su orientación sexual", y le otorgó una compensación por daño moral de 52 mil euros.

#### Tepsurkaev contra Rusia
El 6 de septiembre de 2020, Salman Tepsurkaev fue secuestrado y sometido a torturas en Gelendzhik. Testigos informaron que los secuestradores mostraron credenciales de la policía (MVD. En octubre de 2021, el Tribunal Europeo de Derechos Humanos, al revisar el caso, llegó a la conclusión de que las autoridades rusas eran responsables de violar los artículos 3 y 5 de la Convención Europea de Derechos Humanos, que prohíben la tortura y garantizan el derecho a la libertad y la seguridad personal. Reconoció a Tepsurkaev como víctima de secuestro y tortura, otorgando compensación a la esposa de Tepsurkaev, reconocida como víctima.
“El Tribunal Europeo de Derechos Humanos reconoció que Salman se convirtió en víctima de secuestro y tortura por parte de agentes estatales, es decir, fuerzas de seguridad chechenas. Fue privado ilegalmente de su libertad y sometido a un trato cruel y degradante, lo cual quedó registrado en video. El tribunal reconoció que el Estado no protegió a Salman" - Olga Sadóvskaya.

#### Novoselov contra Rusia
El 27 de abril de 2004, Alexander Novoselov, residente de Nizhni Nóvgorod, fue secuestrado por agentes de la policía y sometido a torturas con el objetivo de obtener confesiones en relación con un intento de asesinato contra Oleg Sorokin, en ese momento el director general de la empresa "Stolitsa Nizhniy". Novoselov presentó una denuncia para iniciar un caso penal en la fiscalía, pero el organismo de investigación, después de revisar la información sobre el crimen, finalmente se negó a abrir un caso penal contra los oficiales de policía. La fiscalía concluyó que el incidente en el bosque era un experimento operativo realizado por agentes del Departamento de Asuntos Internos de la región de Nizhni Nóvgorod. En mayo de 2005, Novoselov se dirigió al Comité contra la Tortura. El 24 de diciembre de 2005, los abogados del Comité contra la Tortura presentaron una queja ante el Tribunal Europeo de Derechos Humanos (TEDH) en nombre de Alexander Novoselov; la queja fue admitida a trámite en 2008. El 28 de noviembre de 2013, el TEDH reconoció que Novoselov fue torturado por agentes del Estado, y que la investigación realizada por la fiscalía fue "superficial" y "formalista". El Tribunal Europeo obligó a Rusia a pagar a Novoselov 27,5 mil euros.

#### Anoshin contra Rusia
En julio de 2002, Alexander Anoshin fue llevado a la sala de desintoxicación médica del distrito Sovetsky en Nizhni Nóvgorod, donde falleció el mismo día debido a asfixia. Se abrió un caso penal, ya que se descubrió que el hombre no pudo haberse sufrido lesionado por sí mismo. En febrero de 2004, Elena Anoshina, hermana del fallecido, se dirigió al Comité contra la Tortura. Como resultado, la fiscalía abrió un caso en virtud del artículo 111, parte 4, del Código Penal (causar daño grave a la salud que resulta en la muerte por negligencia). El caso se suspendió 13 veces. En 2005, los defensores de derechos humanos presentaron una queja ante el Tribunal Europeo de Derechos Humanos (TEDH), y en el caso aparecieron como sospechosos los agentes de policía Alexei Maslov, Evgeny Ageev y Andrey Antonov. En 2008, un tribunal ruso condenó a Maslov a 14 años de prisión en régimen estricto por el artículo 105 del Código Penal de la Federación Rusa (asesinato) y la parte 3 del artículo 286 del Código Penal de la Federación Rusa (abuso de poder con el uso de violencia). El caso contra Ageev y Antonov, acusados en virtud de la parte 2 del artículo 293 del Código Penal de la Federación Rusa (negligencia que resulta en la muerte por negligencia), fue cerrado debido al vencimiento del plazo de prescripción. El 26 de marzo de 2019, el TEDH otorgó a Elena Anoshina una compensación de 36,6 mil euros, estableciendo que la Federación Rusa violó el derecho a la vida de Alexander Anoshin y que la investigación de su asesinato fue ineficaz.

#### Dmitrievsky contra Rusia
A mediados de la década de 2000, Dmitrievsky lideró la organización "Sociedad de Amistad Ruso-Chechena", que monitoreaba las violaciones de los derechos humanos en el Cáucaso Norte. También fue el editor jefe del periódico "Pravo-Zashchita" (Derecho-Protección), que se distribuía principalmente en su ciudad natal, Nizhni Nóvgorod, con una circulación de 5 mil ejemplares. En 2004, el periódico publicó las declaraciones de los líderes separatistas chechenos Ahmed Zakayev y Aslan Maskhadov, acusando al liderazgo de Rusia de desatar la guerra y el terror en Chechenia. En enero de 2005, la fiscalía de Nizhni Nóvgorod abrió un caso penal contra Dmitrievsky por incitación a acciones extremistas (artículo 280 del Código Penal de la Federación Rusa), encontrando en esos materiales llamados a derrocar violentamente el sistema constitucional. Posteriormente, los cargos fueron reclasificados como incitación al odio o enemistad (artículo 282 del Código Penal de la Federación Rusa). En febrero de 2006, el Tribunal del Distrito Sovetski de Nizhni Nóvgorod condenó a Dmitrievsky a dos años de prisión condicional con un período de prueba de cuatro años. Ese mismo año, Dmitrievsky se dirigió al Tribunal Europeo de Derechos Humanos (TEDH). El caso se inició después de presentar una queja por violación del artículo 10 del Convenio Europeo de Derechos Humanos sobre la libertad de expresión, así como por violaciones de los artículos 6 y 13, que tratan sobre un juicio justo y recursos efectivos de protección legal. El 3 de octubre de 2017, el TEDH dictaminó que las publicaciones de Dmitrievsky no contenían llamados al derrocamiento del sistema ni a la incitación a la animosidad interétnica, y le otorgó una compensación de 13,6 mil euros. Este fue el primer fallo del TEDH en un caso penal de extremismo en Rusia. Впервые ЕСПЧ вынес решение по уголовному делу об экстремизме в России.

#### A. contra Rusia
El caso fue iniciado por una queja presentada en el Tribunal Europeo de Derechos Humanos contra la Federación Rusa de acuerdo con el artículo 34 del Convenio Europeo para la Protección de los Derechos Humanos y las Libertades Fundamentales por una ciudadana de la Federación Rusa el 14 de abril de 2009. La presidenta de la sección aceptó la solicitud de la solicitante de mantener su anonimato. Inicialmente fue la madre de la solicitante quien la representó, y luego Olga Sadovskaya. La solicitante afirmaba que las autoridades de la Federación Rusa violaron sus derechos, según lo establecido en el Convenio, al llevar a cabo en 2008 la detención violenta de su padre en su presencia (en ese momento tenía 9 años). En 2019, el TEDH consideró que esta queja era admisible, dictaminando que en este caso se había cometido una violación del artículo 3 del Convenio en sus aspectos materiales y procesales, y otorgó 25 mil euros como compensación por daño moral.

#### S.K. contra Rusia
El caso fue iniciado por una queja presentada en 2012 ante el Tribunal Europeo de Derechos Humanos contra la Federación Rusa. La solicitante, que en el momento de los eventos era una embarazada de 20 años, fue obligada por sus padres a interrumpir su embarazo después de que su pareja y futuro padre del niño fuese arrestado bajo sospecha de cometer un grave delito. La intervención médica fue realizada por un médico de guardia en un hospital estatal. En 2022, el tribunal determinó que el Estado demandado no cumplió adecuadamente con su obligación de investigar lo ocurrido y es directamente responsable de lo sucedido, y otorgó a la solicitante una compensación de 19,5 mil euros.

#### VC. contra Rusia
El demandante alegó que, a la edad de 4 años, fue objeto de un trato cruel por parte de los educadores de un jardín de infantes estatal. Los expertos médicos establecieron una conexión causal entre el trato cruel en el jardín de infantes y el trastorno neurológico actual del demandante. En 2017, el Tribunal Europeo de Derechos Humanos dictaminó que se había producido una violación del artículo 3 del Convenio en su parte material en relación con el trato cruel sufrido por el demandante por parte de los educadores del jardín de infantes estatal, y también dictaminó que se había producido una violación del artículo 3 del Convenio en su parte procesal en relación con la falta de una investigación efectiva de las quejas del demandante sobre el trato cruel. El TEDH ordenó a Rusia pagar 3 mil euros por daño material y 25 mil euros por daño moral.

#### Al Tbahi contra Rusia
Visam Al-Tbahi fue detenido el 26 de octubre de 2018 en Nizhny Novgorod y fue aislado para su posterior deportación de Rusia. El palestino Visam Al-Tabakhi se convirtió en ciudadano ruso en 2001 y cambió oficialmente sus documentos en los plazos establecidos. En 2017, debido a irregularidades en la emisión de su pasaporte ruso, el Servicio Federal de Migración consideró que el documento era inválido y lo retiró junto con el pasaporte extranjero. El tribunal anuló la ciudadanía rusa de Al-Tbahi. Se le negó la reincorporación a la ciudadanía rusa y se decidió deportarlo para "garantizar la seguridad del estado" por 30 años. Al-Tbahi no pudo impugnar estas decisiones en los tribunales rusos. En 2019, Al-Tabakhi fue deportado de Rusia. En este caso, los abogados del Comité contra la Tortura vieron varias violaciones graves de diversas disposiciones del Convenio Europeo, sobre lo cual se presentó una queja ante el Tribunal Europeo de Derechos Humanos. En 2022, el TEDH dictaminó que se había producido una violación del artículo 8 del Convenio y ordenó a Rusia pagar a Al-Tabakhi 7,5 mil euros por daño moral.

#### Adzhigitova y otros contra Rusia
El 4 de junio de 2005, alrededor de un centenar de soldados desconocidos del Ministerio de Defensa de la Federación Rusa, con base en Chechenia, llevaron a cabo un ataque contra los residentes del pueblo de Borozdinovskaya en el distrito de Shelkovskoy, República Chechenia. Más tarde, las autoridades de la República Chechenia reconocieron oficialmente que en la operación participaron soldados del batallón "Vostok" del Ministerio de Defensa de Rusia, que en ese momento estaba bajo el mando del Héroe de Rusia, Sulim Yamadaev.
En 2007, en nombre de 96 residentes de Borozdinovskaya, se presentó una queja ante el Tribunal Europeo de Derechos Humanos (TEDH), que se unió a otra declaración de los habitantes del mismo pueblo. Como resultado, los solicitantes fueron 126 ciudadanos rusos nacidos entre 1930 y 2014. Afirmaron que los militares ilegalmente "registraron sus hogares, los arrestaron, los sometieron a tratos crueles y mataron a residentes locales". Además, según la versión de los demandantes, se incendiaron cuatro casas y se secuestraron a 11 hombres. Finalmente, los demandantes declararon actos de discriminación en su contra, relacionados con su nacionalidad (ávaros) y afirmaron que las autoridades rusas no llevaron a cabo una investigación efectiva de lo sucedido. Los abogados Olga Sadovskaya y R. Radzhabov representaron a 97 demandantes.
El TEDH dictaminó que se habían violado los siguientes artículos de la Convención Europea de Derechos Humanos: el artículo 2 (derecho a la vida), el artículo 3 (prohibición de la tortura, trato inhumano o degradante), el artículo 8 (derecho al respeto de la vida privada y familiar), el artículo 13 (derecho a un recurso efectivo), el artículo 14 (prohibición de discriminación), así como el artículo 1 del Protocolo Adicional a la Convención (protección de la propiedad). Además, el TEDH declaró que las autoridades rusas violaron el artículo 38 (procedimiento de examen del caso). La compensación total para las víctimas ascendió a 1 millón 842 mil euros.

## Presión y amenazas
El 6 de junio de 2011, Olga Sadovskaya recibió la notificación del bloqueo de todas sus tarjetas de crédito debido a retiros de dinero sospechosos. El 8 de junio, Olga fue invitada a la fiscalía del distrito de Nizhny Novgorod para hablar con el fiscal adjunto principal sobre el Foro Cívico UE-Rusia, del cual ella era miembro del Consejo de Coordinación. Ese mismo día, desconocidos le quitaron las placas de su automóvil. Sadovskaya interpretó estos eventos como "excesos locales" antes de la cumbre de la UE-Rusia, que se inauguró en Nizhny Novgorod el 9 de junio de 2011. Paralelamente a la cumbre oficial, el Consejo de Coordinación del Foro Cívico UE-Rusia planeaba realizar una conferencia de prensa en la que se esperaba la participación de Olga Sadovskaya. El evento estaba programado para el 9 de junio en la oficina de Rosbalt en Nizhny Novgorod, pero el día anterior la agencia se negó a realizarlo.
El 21 de junio de 2011, antes del viaje de Olga Sadovskaya a Estrasburgo, todos los cercos de su casa fueron vandalizados con textos que contenían insultos y amenazas dirigidas a Sadovskaya. 
El 28 de abril de 2023, en Nizhny Novgorod, por la mañana, la policía realizó registros en las oficinas de los abogados de la organización de derechos humanos "Comité contra la tortura", incluida Olga Sadovskaya. Los registros estaban relacionados con un caso penal iniciado contra un demandante del "Comité contra la tortura".

## Premios y reconocimientos

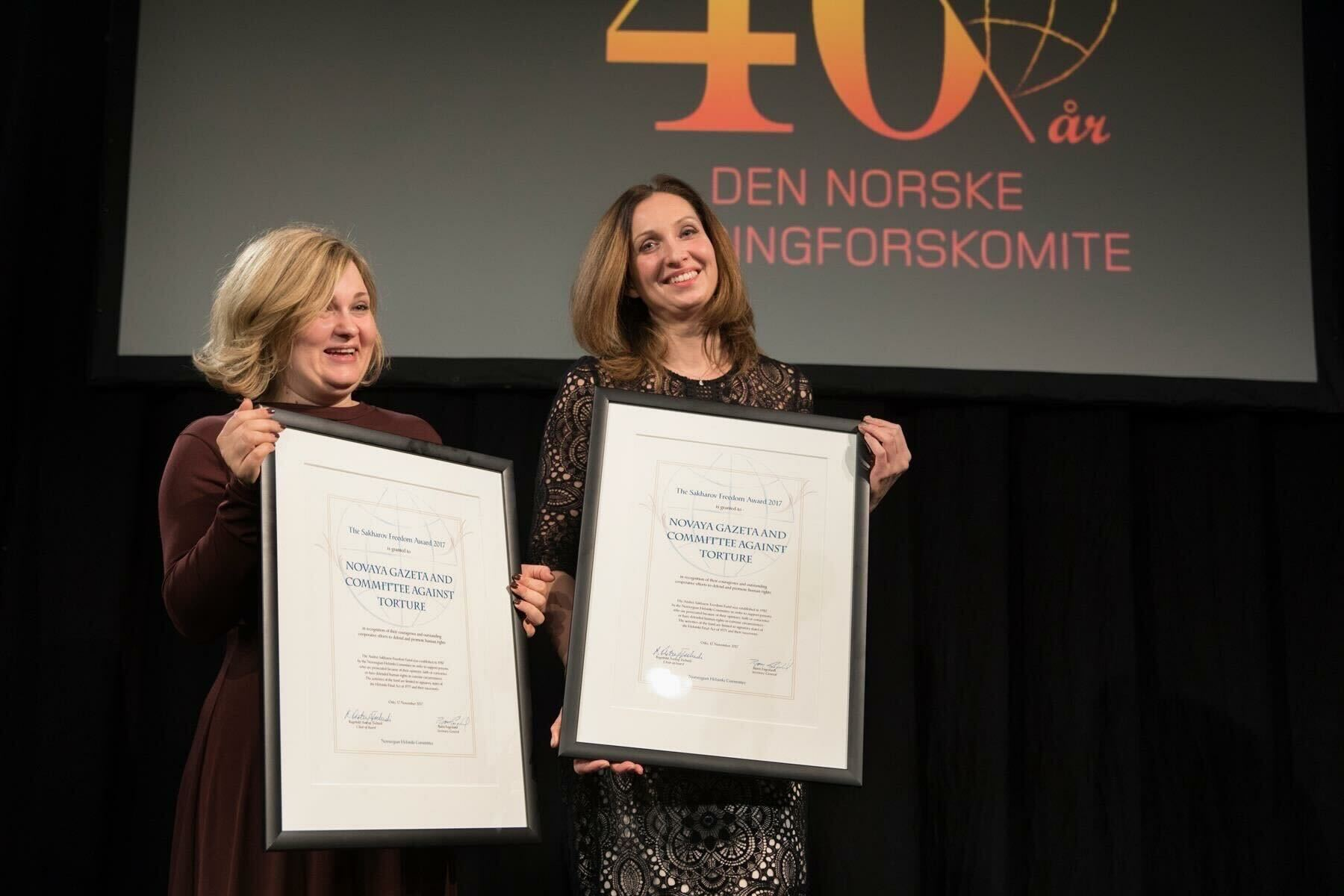
En 2017, Olga Sadovskaya (a la derecha) recibió, en nombre del Comité contra la Tortura, el Premio Libertad Andrei Sájarov otorgado por el Comité Helsinki Noruego por sus destacados esfuerzos en la prevención de la tortura en Rusia

En 2017, Olga Sadovskaya (a la derecha) recibió, en nombre del Comité contra la Tortura, el Premio Libertad Andrei Sájarov otorgado por el Comité Helsinki Noruego por sus destacados esfuerzos en la prevención de la tortura en Rusia.
En 2018, Olga Sadovskaya, la periodista de "Novaya Gazeta" Elena Milashina y la fundadora del Centro de Derechos Humanos "Memorial", Svetlana Gannushkina, fueron nominadas al Premio Nobel de la Paz. Fueron propuestas por el parlamentario del Partido Socialista de Izquierda de Noruega, Petter Eide. También estaba en la lista la presidenta del Grupo de Helsinki de Moscú, Lyudmila Alexeyeva.
En 2023, Olga Sadovskaya recibió el Premio del Grupo Helsinki de Moscú por sus méritos en la defensa de los derechos de los prisioneros y otros grupos vulnerables.